# Teorema lui Menelaus

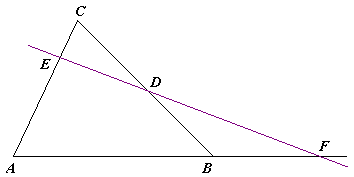
Cazul 1: Dreapta DEF trece prin triunghiul ABC

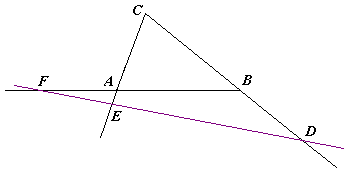
Cazul 2: Dreapta DEF nu trece prin triunghiul ABC

Teorema lui Menelaus este una din teoremele clasice ale geometriei.
Poartă numele lui Menelau din Alexandria, căruia îi este atribuită. Se referă la intersecția laturilor unui triunghi cu o dreaptă.

## Definiție
Dacă punctele {\displaystyle D,E} și {\displaystyle F} sunt conținute, respectiv, în dreptele {\displaystyle BC,CA} și {\displaystyle AB} ale triunghiului {\displaystyle \triangle ABC}, rezultă că ele sunt coliniare dacă și numai dacă are loc relația:
{\displaystyle {\frac {AE}{EC}}\cdot {\frac {CD}{DB}}\cdot {\frac {BF}{AF}}=1.}

## Teorema reciprocă
Dacă D aparține lui BC, E aparține lui CA, F aparține lui AB și dacă D, E, F  sunt situate două pe laturi și unul pe prelungirea laturii sau toate trei pe prelungirile laturilor  și dacă
{\displaystyle {\frac {DB}{DC}}\cdot {\frac {EC}{EA}}\cdot {\frac {FA}{FB}}=1}, atunci punctele {\displaystyle D,E,F} sunt coliniare.